# Bodio Lomnago
Bodio Lomnago là một đô thị và thị xã của Ý. Đô thị này thuộc tỉnh Varese trong vùng Lombardia. Bodio Lomnago có diện tích km2, dân số theo ước tính năm 2010 của Viện thống kê quốc gia Ý là người. 
Các đơn vị dân cư:
Đô thị Bodio Lomnago giáp với các đô thị: